# Nödlandning (film)
Nødlanding (Nödlandning) är en norsk film från 1952. Arne Skouen regisserade och skrev manus tillsammans med Colbjørn Helander. I huvudrollen ses Henki Kolstad. Musiken skrevs av Gunnar Sønstevold. Den producerades av Norsk Film A/S.

## Handling
Ett amerikanskt bombplan havererar vid den norska kusten under andra världskriget. Besättningen hoppar ut i fallskärm, och räddas undan tyskarna av norska partisaner. Amerikanarna göms i stadens kyrka, som är högkvarter för motståndsrörelsen. De blir dock snart förrådda, och tvingas fly till Sverige.